# Theofil Bring
Johan Magnus Fredrik Theofil Bring, född 1 januari 1863 i Ulrika Eleonora församling, Stockholms stad, död 13 november 1925 i Linköpings församling, Östergötlands län, var en svensk teolog och präst, son till Johan Christofer Bring.

## Biografi
Theofil Bring föddes 1863 i Ulrika Eleonora församling, Stockholm. Han var son till hovpredikanten Johan Christofer Bring och Ingrid Laurentia Olivia Fredrika Billing. Bring studerade vid Katarina läroverk och Stockholms gymnasium. Han blev vårterminen 1881 student vid Uppsala universitet och avlade 1884 filosofie kandidat, 1886 teoretisk teologisk examen och 1887 praktisk teologisk examen. Bring prästvigdes 19 juni 1887 för Västerås stift, blev 1893 komminister i Sala pastorat och 1902 assistent vid teologiska fakulteten i Uppsala samt tjänstgjorde från 1907 även vid domkyrkan där. 1911 utnämndes han till domprost i Linköping. Han promoverades 1917 i Uppsala till teologie doktor, var preses vid prästmötet i Linköping 1920 och prästerligt ombud vid kyrkomötet samma år.
Bring har intagit en framskjuten plats i det kyrkliga livet. På Kunglig Majestäts uppdrag 1913 utgav han 1915 Förslag till komplettering och revidering i vissa hänseenden af nu gällande evangeliebok och insattes 1919 i evangeliebokskommittén, vars förslag till reviderad evangeliebok antogs av 1920 års kyrkomöte och sanktionerades 1921.
Bland Brings skrifter märks Kyrkoårets evangelier. Vinkar för deras homiletiska behandling (1909-10), Kyrkoårets högmässotexter (den så kallade första nya årgången). Vinkar för deras homiletiska behandling (1913-14), Texter och tankar samlade och utgifna (1906-18; delvis ur Johan Christoffer Brings kvarlåtenskap; smärre häften med anvisningar för konfirmationstal, vigseltal etc.), Om konfirmandundervisningen med särskild hänsyn till svenska förhållanden (1920, synodalavhandling) samt de populariserande Kyrkligt lif och arbete (1910) och Ur lifvet - för lifvet (1915). Året för hans död utkom en samling predikningar av Bring: In i helgedomen! Där bor Gud.

### Familj
Bring gifte sig 11 september 1889 med Kerstin Edling (född 1867), dotter till fördelningsläktaren Nils August Edling och Emma Christina Charlotta Vult von Steyern. De fick tillsammans barnen banktjänstemannen Nils Johan Martin Bring (född 1891), Brita Lydia Charlotta Bring (född 1897), Ebbe Johan Theophil Bring (född 1899) och Kerstin Ulla Maria Bring (född 1903).